# Roermond vasútállomás
A Roermond vasútállomás vasútállomás Hollandiában, Roermondban.

## Vasútvonalak
Az állomást az alábbi vasútvonalak érintik:
- Maastricht–Venlo-vasútvonal
- Budel - Vlodrop-vasútvonal
- Vasrajna

## Kapcsolódó állomások
A vasútállomáshoz az alábbi állomások vannak a legközelebb:
- Weert vasútállomás (Budel - Vlodrop-vasútvonal, észak)
- Swalmen vasútállomás (Maastricht–Venlo-vasútvonal, északkelet)
- Echt vasútállomás (Maastricht–Venlo-vasútvonal, délnyugat)